# Alfandary-Haus

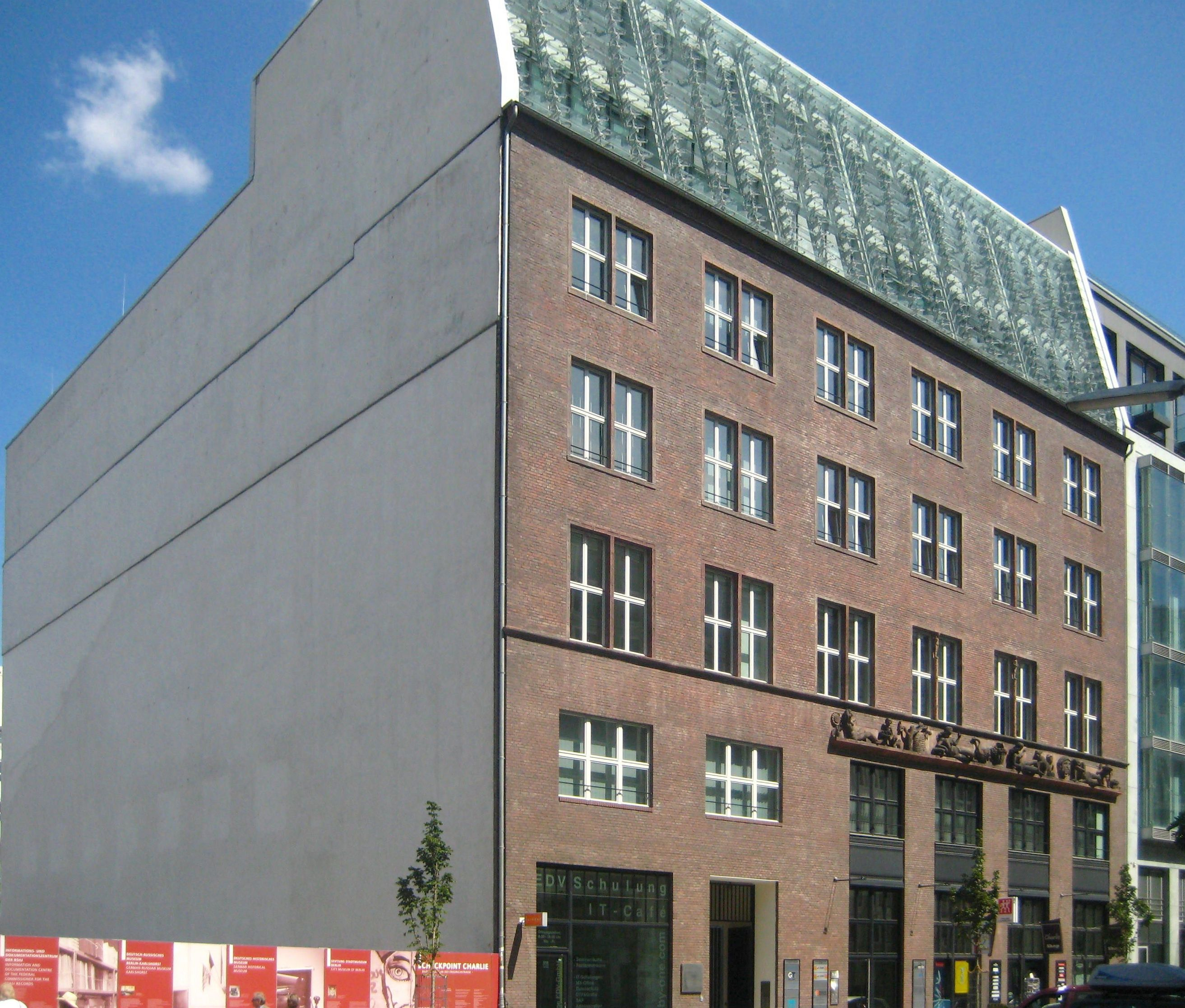
Alfandary-Haus em 2009

Alfandary-Haus é uma casa histórica  construída 1914 na rua Zimmerstrasse, na cidade de Berlim, Alemanha. Situada em Checkpoint Charlie, a fronteira entre Berlim ocidental e oriental, era a sede duma empresa judia-Sefardí, dos irmãos Alfandary, que importava tapetes persas. Depois da segunda guerra mundial tornou-se a sede da redação dum jornal socialista, e após a destruição do muro de Berlim foi declarado uma casa sob conservação histórica. A casa foi recém reformada e é considerada uma obra arquitetónica de alto nível.